# Humberto Cozzo
Bartolomeu Cozzo, mais conhecido como Humberto Cozzo, (São Paulo, 9 de agosto de 1900 — Rio de Janeiro, 18 de setembro de 1981) foi um escultor e autor de mosaicos brasileiros.
Formado pelo Liceu de Artes e Ofícios de São Paulo em 1920, frequentou posteriormente a oficina de Amadeu Zani. Por duas ocasiões foi presidente da Sociedade Brasileira de Belas Artes, do Rio de Janeiro. Fundou e dirigiu a Associação dos Artistas Brasileiros. Foi membro do júri do Salão Paulista de Belas Artes, em 1937 e 1938, e do Salão Nacional de Belas Artes, em 1941.
Entre os prêmios obtidos pelo artista, destacam-se o primeiro prêmio de escultura no Salão do Centenário, em São Paulo no ano de 1922, e uma medalha de prata no Salão Nacional de Belas Artes em 1928.
O artista realizou inúmeras obras para espaços públicos, como monumentos em bronze a José de Alencar, Vias Fortes, Benedito Valadares e a estátua de Machado de Assis, situada na entrada da sede da Academia Brasileira de Letras. Executou também a talha em mármore dos jazigos da Princesa Isabel e do Conde d’Eu, que se encontra na Catedral de Petrópolis.

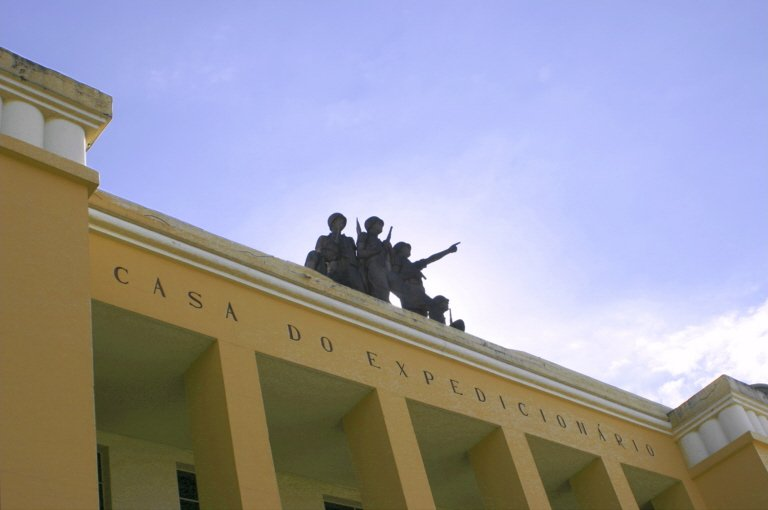
Escultura na fachada do Museu do Expedicionário em Curitiba

Suas peças de arte multiplicaram-se por todo o país, algumas delas causadoras de polêmicas. É o caso da Mulher Nua (1955), em Curitiba, que Cozzo realizou em parceria com o artista Erbo Stenzel, a quem coube fazer a estátua do Homem Nu. Também em Curitiba, está situada outra obra do artista, uma escultura em pedra-sabão situada no alto do Museu do Expedicionário, representando uma patrulha de infantaria em ação, homenageando os soldados brasileiros que participaram da Segunda Guerra Mundial.

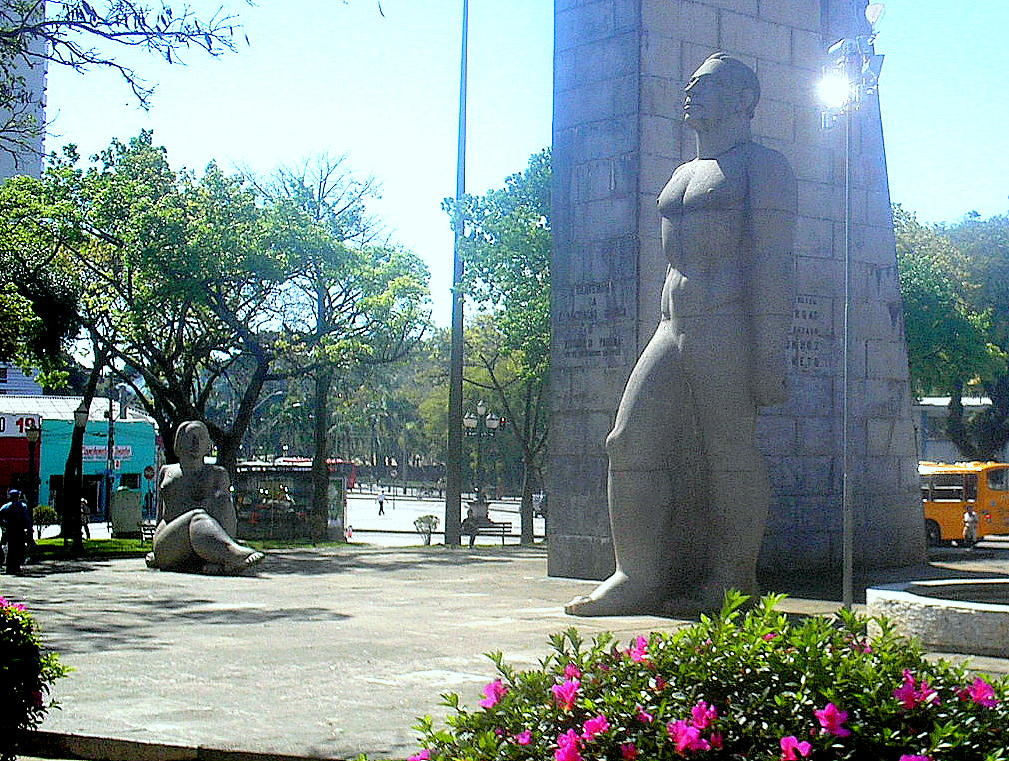
Praça 19 de Dezembro com as esculturas da Mulher Nua e do Homem Nu, feita em parceria com Erbo Stenzel

Cozzo também executou uma cabeça, em tamanho original, do cineasta paulista Anselmo Duarte (1920-2009), hoje no acervo do Instituto Anselmo Duarte, presidido pelo seu filho, Ricardo Duarte.
A maior parte de suas últimas obras foram para a Catedral de São Sebastião do Rio de Janeiro, onde projetou e construiu painéis em baixo relevo e esculturas, como a imagem de São Francisco de Assis, localizada na lateral do templo.
Como criador de mosaicos, suas obras principais são os painéis instalados no frontão e no interior da sinagoga do Grande Templo Israelita, no Rio de Janeiro.
As obras de Cozzo fazem parte ainda do acervo do Museu Nacional de Belas Artes e de museus em São Paulo. No exterior, há obras em museus da Argentina e de Portugal.